# Bitwa pod Łunińcem

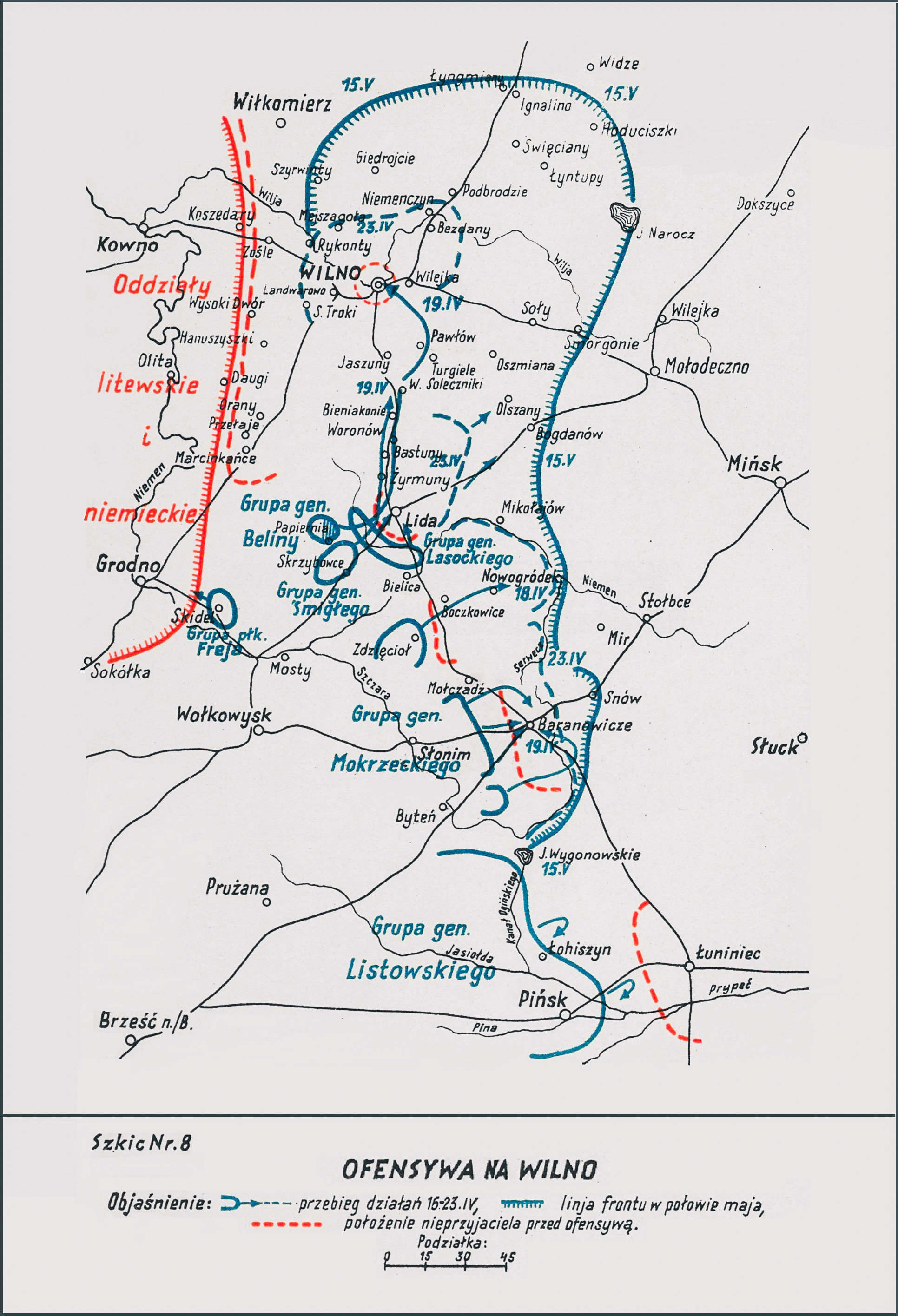
Adam Przybylski,
Wojna Polska 1918–1921

Bitwa pod Łunińcem – walki wojsk Frontu Litewsko-Białoruskiego z sowiecką 8 Dywizją Strzelców toczone w początkowym okresie wojny polsko-bolszewickiej.

## Geneza
W pierwszych miesiącach 1919 roku na wschodnich krańcach odradzającej się Rzeczypospolitej stacjonowały jeszcze wojska niemieckie Ober-Ostu. Ich ewakuacja powodowała, że opuszczane przez nie tereny od wschodu zajmowała Armia Czerwona. Jednocześnie od zachodu podchodziły oddziały Wojska Polskiego. W lutym 1919 oddziały polskie weszły w kontakt bojowy z jednostkami Armii Czerwonej. Rozpoczęła się nigdy nie wypowiedziana wojna polsko-bolszewicka. 
Na początku kwietnia na litewsko-białoruskim obszarze działań wojennych oddziały polskie stały na linii Jasiołda - Kanał Ogińskiego, podchodząc na północ od Niemna do linii kolejowej Baranowicze - Lida i do rzeki Dzitwy. W tym czasie oddziały Armii Czerwonej tworzyły cztery zgrupowania. Jedno z nich zgrupowane było na Polesiu w rejonie Łunińca.
Wiosną wojska grupy gen. Listowskiego trzykrotnie próbowały zdobyć ten ważny węzeł kolejowy, broniony przez 8 Dywizję Strzelców i mniejsze oddziały Armii Czerwonej.

## Walczące wojska
| Jednostka                                 | Dowódca                     | Podporządkowanie          |
| Wojsko Polskie                            |                             |                           |
| dowództwo Grupy Poleskiej                 | gen. Antoni Listowski       | Front Litewsko-Białoruski |
| Pierwszy bój o Łuniniec - 4 kwietnia 1919 |                             |                           |
| ⇒ 34 pułk piechoty                        | mjr Aleksander Łuczyński    |                           |
| → III/ 34 pułku piechoty                  | por. Kazimierz Gliński      |                           |
| → dwie kompanie 34 pp                     | por. Wincenty Wolski        |                           |
| → dwie komp 34 pp + oddział partyzancki   | por. Koj i por. Zaręba      |                           |
| → grupa jazdy                             |                             |                           |
| Drugi bój o Łuniniec - 27 kwietnia 1919   |                             |                           |
| ⇒ 35 pułk piechoty                        | ppłk Mieczysław Trojanowski | 9 Dywizja Piechoty        |
| → I/ 35 pułku piechoty                    | kpt. Leon Grot              |                           |
| ⇒ Grupa płk. Strzemieńskiego              | płk Stefan Strzemieński     |                           |
| → 3 pułk ułanów                           | p.o mjr Cyprian Bystram     |                           |
| → III/34 pp                               | por. Kazimierz Galiński     |                           |
| ⇒ Grupa mjr. Baranowskiego                |                             |                           |
| → II//34 pułku piechoty                   |                             |                           |
| ⇒ grupa jazdy                             |                             |                           |
| Trzeci bój o Łuniniec - maj 1919          |                             |                           |
| ⇒ II/34 pułku piechoty (gr. wypadowa)     |                             |                           |
| ⇒ 22 pułk piechoty                        | ppłk Władysław Grabowski    |                           |
| → 9/ 34 pułku piechoty                    | por. Władysław Bułynko +    |                           |
| 10/ 34 pułku piechoty                     | por. Marian Tyborowski      |                           |
| → batalion piński                         |                             |                           |
| Czwarty bój o Łuniniec - lipiec 1919      |                             |                           |
| ⇒ Grupa ppłk. Grabowskiego                | ppłk Władysław Grabowski    | 9 Dywizja Piechoty        |
| → I/ 22 pułku piechoty                    |                             | gr. ppłk. Granowskiego    |
| → trzy kompanie 34 pp                     |                             | gr. ppłk. Granowskiego    |
| → 4/ 3 pułku artylerii ciężkiej           |                             | gr. ppłk. Granowskiego    |
| → dwa pociągi pancerne                    |                             | gr. ppłk. Granowskiego    |
| → trzy kutry rzeczne                      |                             | gr. ppłk. Granowskiego    |
| ⇒ Grupa mjr. Łuczyńskiego                 | mjr Aleksander Łuczyński    | gr. mjr. Łuczyńskiego     |
| → II/34 pułku piechoty                    |                             | gr. mjr. Łuczyńskiego     |
| → III/34 pułku piechoty                   |                             | gr. mjr. Łuczyńskiego     |
| → I/ 35 pułku piechoty                    | kpt. Leon Grot              | gr. mjr. Łuczyńskiego     |
| → batalion piński                         |                             | gr. mjr. Łuczyńskiego     |
| → 4/7 pułku artylerii polowej             |                             | gr. mjr. Łuczyńskiego     |
| ⇒ Grupa płk. Strzemieńskiego              | płk Stefan Strzemieński     | 9 Dywizja Piechoty        |
| → 3 pułk ułanów                           | płk Stefan Strzemieński     |                           |
| Armia Czerwona                            |                             |                           |
| 8 Dywizja Strzelców                       |                             | 16 Armia                  |
| → 64 pułk strzelców                       |                             | 22 Brygada Strzelców      |
| → batalion instruktorski (Chińczyków)     |                             |                           |
| → ochotniczy oddział spartakusowców       |                             |                           |
| → jednostki Flotylli Dnieprzańskiej       |                             |                           |

## Walki o Łuniniec

### Natarcie 34 pułku piechoty
W pierwszych dniach kwietnia dowództwo Frontu Litewsko-Białoruskiego nakazało zdobyć Łuniniec. Dowódca Grupy Poleskiej zlecił to zadanie dowódcy 34 pułku piechoty mjr. Aleksandrowi Narbuttowi-Łuczyńskiemu. Dowódca pułku ugrupował swój oddział w trzy kolumny. III batalion nacierał wzdłuż toru kolejowego Pińsk – Łuniniec, dwie kompanie II batalionu z Porzecza na Łohiczyn – Łuniniec, a dwie kolejne kompanie II batalionu, wzmocnione oddziałem partyzantów polskich z Sokółki, maszerowały bezpośrednio na Łuniniec. W czasie marszu oddział polskich partyzantów został zaskoczony i rozbity przez oddział partyzantów sowieckich. Klęska partyzantów spowodowała wycofanie się całej kolumny za Kanał Ogińskiego i w konsekwencji odwołanie akcji na Łuniniec.

### Drugi bój o Łuniniec

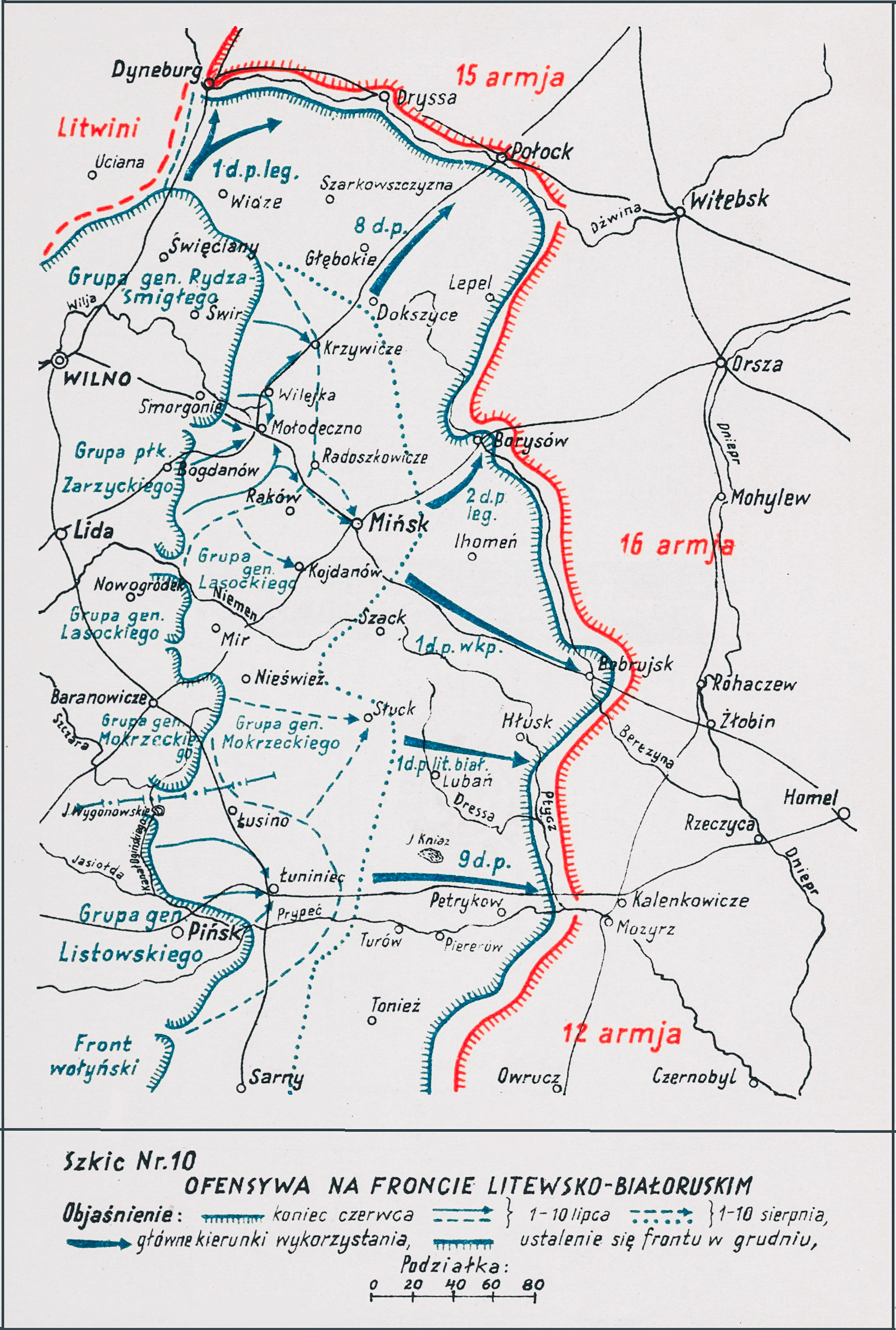
Adam Przybylski,
Wojna Polska 1918–1921

W ostatnich dniach kwietnia po raz drugi oddziały polskie uderzyły na Łuniniec. Grupa płk. Stefana Strzemieńskiego (dowódca 3 pułku ułanów) ruszyła wzdłuż torów Pińsk – Łuniniec, grupa mjr. Baranowskiego miała rozpocząć natarcie znad Kanału Ogińskiego po zdobyciu przez grupę płk. Strzemieńskiego stacji Parochońsk, a trzecia grupa, sformowana ze szwadronów jazdy, otrzymała rozkaz obejścia Łunińca od północy. 27 kwietnia o świcie walkę rozpoczął III/34 pułku piechoty, uderzając na silnie umocnioną pozycję sowiecką pod Starosielem. W pierwszym rzucie atakowała 12 kompania. Przełamała ona sowiecką obronę i zmusiła przeciwnika do wycofania się w kierunku Parochońska. Sowieci kontratakowali. Ich pierwszy atak został przez batalion odparty. Dopiero drugi kontratak sowieckiej piechoty, wsparty ogniem dwóch pociągów pancernych, zmusił Grupę do odwrotu i wycofania się do wsi Soszno, skąd wraz z oddziałem 22 pułku piechoty nastąpił dalszy jej odwrót na pozycję wyjściową do Zajezierza.

### Trzeci bój o Łuniniec – maj 1919
Trzecie natarcie na Łuniniec poprzedzone zostało wypadem zorganizowanym przez II batalion 34 pułku piechoty na kierunku Parochońska. Wypad, kierowany osobiście przez generała Listowskiego, zakończył się fiaskiem.
W końcu maja dowódca 9 Dywizji Piechoty przeszedł do działań zaczepnych na południe od Pińska. Główne zadanie wykonywał 22 pułk piechoty, wzmocniony 9 i 10 kompanią 34 pułku piechoty i batalionem pińskim. 24 maja 22 pułk piechoty rozpoczął natarcie. Wyparto sowiecki 64 pułk strzelców i zajęto Płotnicę, Ossowcy i Ossowę. Jednak wobec niepowodzenia grupy działającej na północnym brzegu Prypeci, działania wstrzymano. I/22 pułku piechoty wrócił na pozycje wyjściowe utrzymując łączność z 4/1 pułku szwoleżerów, stojącym w Morosznie, a batalion piński i dwie kompanie 34 pułku piechoty wróciły do Pińska.

### Lipcowe natarcie na Łuniniec

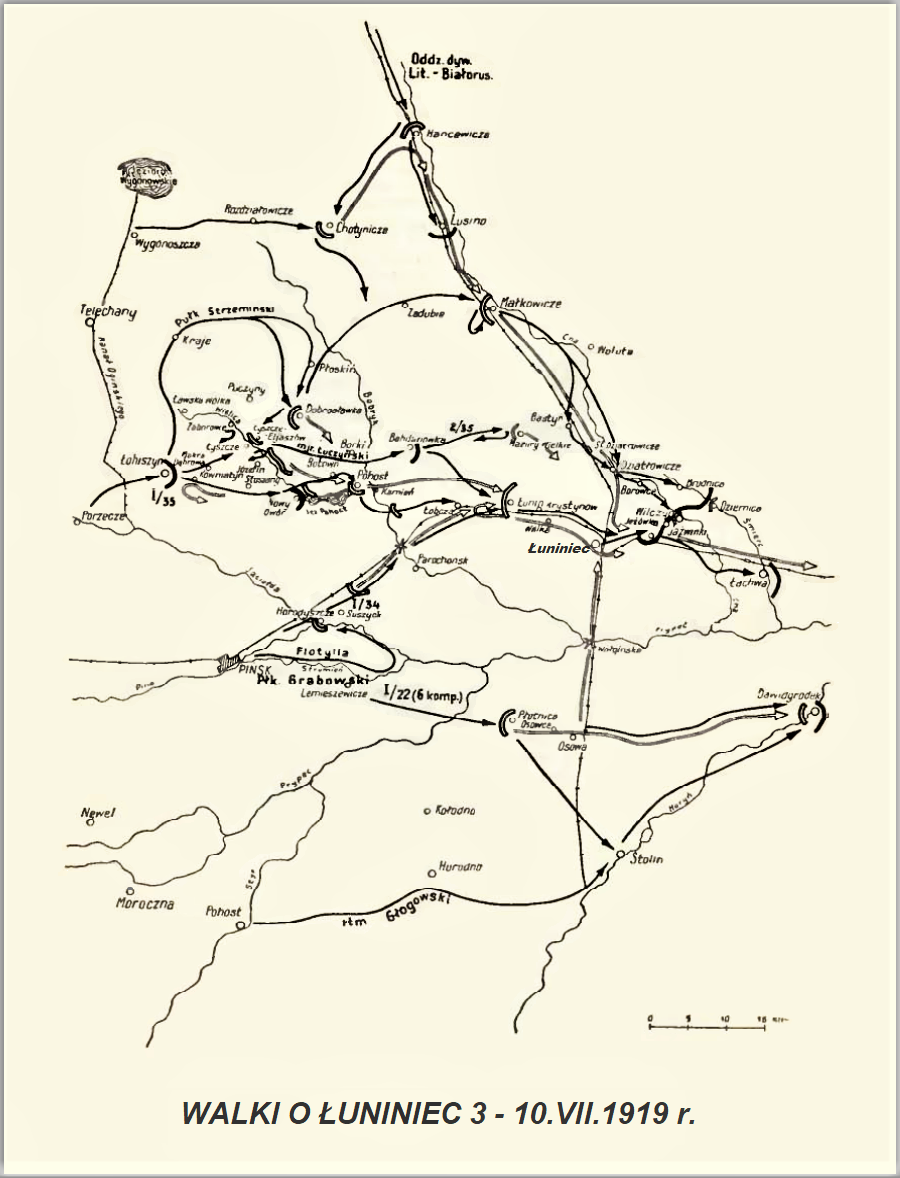
Otton Laskowski (red.)
Encyklopedja wojskowa, T. 5

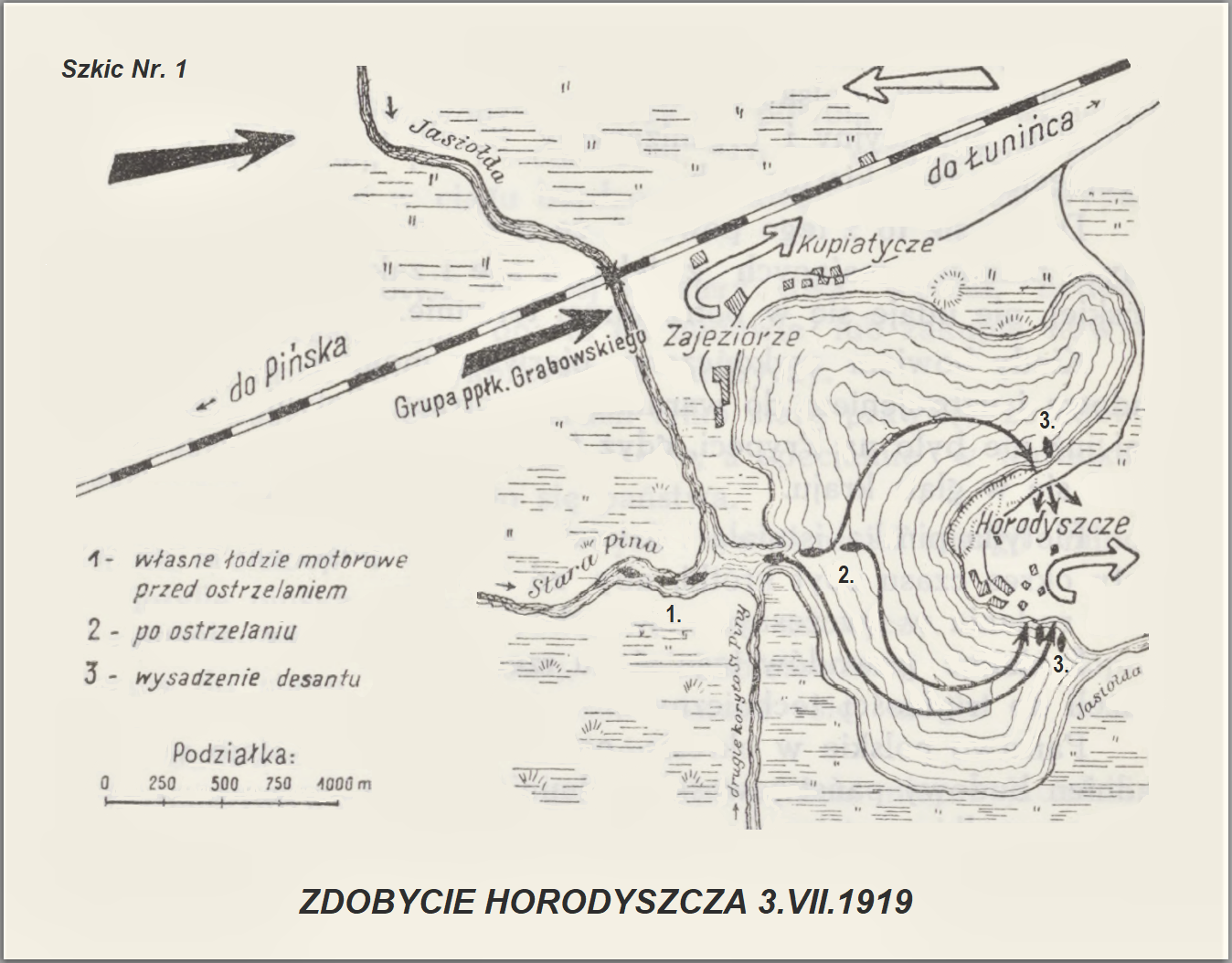
Jan Bartlewicz, Doświadczenia flotylli pińskiej z wojny polsko-sowieckiej

Z końcem czerwca gen. Listowski przystąpił do planowania kolejnego uderzenia na ten ważny węzeł komunikacyjny, jakim był Łuniniec. Utworzył on zgrupowanie w składzie: trzy bataliony 34 pułku piechoty, I/35 pułku piechoty, I/22 pułku piechoty, ochotniczy batalion piński, 3 pułk ułanów, 4 szwadron 1 pułku szwoleżerów, 4/2 pułku ułanów, trzy baterie artylerii, pociągi pancerne „Mściciel” i „Polesiak” oraz okręty Flotylli Pińskiej. Zgrupowanie polskie liczyło 4200 żołnierzy, dysponując 16 działami i 103 ciężkimi karabinami maszynowymi.
Plan polski zakładał uderzenie z rejonu Pińska grupą ppłk. Grabowskiego w składzie trzy kompanie 34 pułku piechoty, I/22 pułku piechoty, 4/3 pułku artylerii ciężkiej, dwa pociągi pancerne, trzy kutry Flotylli Pińskiej. Grupa miała uderzyć na kierunku Horodyszcze − Parochońsk – Łuniniec. Pozostałe jednostki Flotylli Pińskiej posuwały się Prypecią, ubezpieczając oddziały ppłk. Grabowskiego od południa. Na południe od Prypeci działać miała grupa jazdy rtm. Piotra Głogowskiego, a główne uderzenie na Łuniniec miało przeprowadzić od północy zgrupowanie dowodzone osobiście przez gen. Antoniego Listowskiego w składzie: grupa mjr. Aleksandra Łuczyńskiego oraz wzmocniony 3 pułk ułanów (grupa płk. Stefana Strzemieńskiego). Zgodnie z planem pododdziały mjr. Łuczyńskiego nacierać miały z rejonu Łohiczyna przez Łyszcze - Pohost, a grupa płk. Strzemieńskiego miała obejść Łuniniec od północy przez Bastyń – Dziatłowicze.
1 lipca grupy uderzeniowe ruszyły do natarcia. Zdobyte zostało Horodyszcze, a nieprzyjaciel wycofał się na linię Wiślicy. Kawaleria rtm. Głogowskiego opanowała Stolin, przecinając linię kolejową Sarny - Łuniniec, a  5 lipca  grupa mjr. Łuczyńskiego, wspierana od północy przez 3 pułk ułanów sforsowała Wiślicę, zmuszając przeciwnika do odwrotu na Pohost. W kolejnych dniach oddziały polskie przełamały obronę sowiecką na Bobryku i zbliżyły się do Łunińca. 8 lipca grupa mjr. Łuczyńskiego zdobyła Łunin, a kontratak sowieckiej 8 Dywizji Strzelców, wsparty pociągiem pancernym, został odparty. Ścigające nieprzyjaciela oddziały grupy mjr. Łuczyńskiego 10 lipca wkroczyły do opuszczonego przez czerwonoarmistów Łunińca, a obchodzący miasto 3 pułk ułanów zmusił przeciwnika do odwrotu za Łań.

Komunikat prasowy Sztabu Generalnego z 10 lipca 1919 donosił:

Od tygodnia prowadzone pod kierownictwem generała Listowskiego operacje na Polesiu uwieńczone zostały zajęciem Łunińca. Po zażartej walce z załogą bolszewicką, zasiloną świeżemi wyborowemi oddziałami marynarzy i chińczyków, nasze wojska opanowały ten węzeł kolejowy.

Sowiecki kontratak
2 sierpnia sowieckie dowództwo podjęło próbę odzyskania Łunińca. Do natarcia ruszył 64 pułk strzelców, batalion instruktorski, ochotniczy oddział spartakusowców oraz kilka jednostek Flotylli Dnieprzańskiej. W sumie sowieckie zgrupowanie uderzeniowe liczyło około 1800 żołnierzy, dwa działa, dwadzieścia pięć ckm-ów. Natarcie odrzuciło oddziały polskie na zachód, ale I/34 pułku piechoty utrzymał swoje pozycje na linii rzeki Łań. Następnego dnia mjr Łuczyński wyprowadził swój kontratak. Oddziały sowieckie zmuszone zostały do odwrotu i wróciły na pozycje wyjściowe zajmowane 1 sierpnia.

## Walki o Łuniniec w 1920
Jesienią 1920, podczas polskiej ofensywy na Białorusi, na Łuniniec uderzył 145 pułk piechoty Strzelców Kresowych mjr. Witolda Warthy. Po ciężkich walkach z oddziałami 10 Dywizji Strzelców, 2 października miasto zostało zajęte przez oddziały polskie. Wzięto do niewoli  kilkuset jeńców i zdobyto pociąg sanitarny unieruchomiony na stacji kolejowej.